# Rozgrywka improwizacji teatralnej

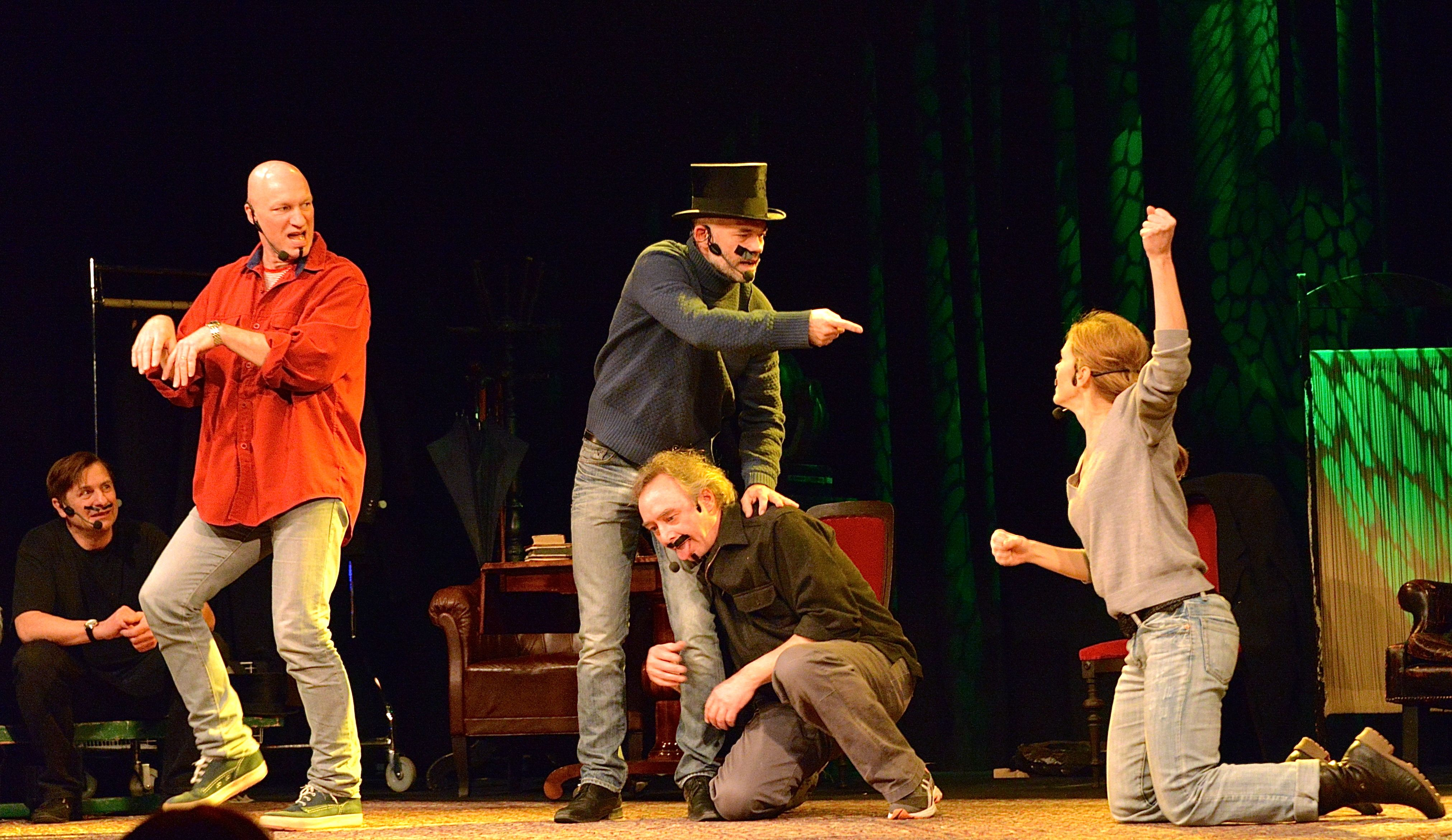
Szwedzcy aktorzy podczas rozgrywki improwizacji teatralnej

Rozgrywka improwizacji teatralnej (z ang. improsport, mecz improwizacji) – forma rozgrywek improwizacji teatralnych, zainicjowana 12 września 1977 roku w Quebecu, pod przewodnictwem Experimental Theater of Montreal Roberta Gravela, który eksperymentując nowymi formami teatralnymi, chciał zbliżyć przedstawienie do publiczności. Zespoły aktorów rywalizowały ze sobą w prezentowaniu improwizowanych scenek na zadany temat. W ramach przerwania elitarności, aktorzy teatru postanowili nadać pokazom formułę występującą w zawodach sportowych, parodiując hokej na lodzie (podobne dekoracje i zasady gry). Pomysł ten dość szybko rozpowszechnił się głównie w świecie francuskojęzycznym. Obecnie istnieją ligi improwizacji na całym świecie, zarówno w języku angielskim w Stanach Zjednoczonych lub hiszpańskim w Argentynie i Hiszpanii. W Polsce ta forma gry teatralnej nie posiada oficjalnie obowiązującej nazwy.
Rozgrywki improwizacji teatralnej mają swoje źródło we współczesnym teatrze improwizowanym.

## Przebieg rozgrywki
Dwa zespoły każdy składający się z 7 osób (3 zawodników, 3 zawodniczek i jednego trenera) rywalizują na zminiaturyzowanej wersji boiska do hokeja zbudowanego z drewna (ok. 5m na 6m) w jednolitych strojach (np. czarne spodnie, T-shirt, tenisówki). Rozgrywka jest prowadzona przez mistrza ceremonii (MC). Muzyka stanowi tło rozgrywki, wypełnia czas zespołowych konsultacji. Podliczanie punktów i egzekwowanie przepisów leżą w gestii głównego sędziego i dwóch jego asystentów. Są oni ubrani w mundury sędziowskie typowe dla hokeja.
Sędzia wyciąga losowo tematy (nieznane graczom) z cylindra i formę prezentacji:
- Rodzaje prezentacji: mieszany lub porównawczy: mieszana improwizacji pozwala obu drużynom grać razem podczas improwizacji, w porównawczej jedna drużyna następuje po drugiej.
- Tytuł lub temat: jest to najczęściej słowo lub krótkie zdanie wybierane przez samego sędziego, w najlepszym wypadku, wybierane przez komitet złożony z osób nie grających czyli MC, lub sędziów i asystentów sędziego.
- Liczba graczy: może być dowolna lub określona przez losowaną kartkę.
- Kategoria: może być dowolna lub wybrana losowo (metoda Moliera, Michel Audiard, śpiewana, rymowana, niema, cicha, z dodatkami, fotoreportażu itp. )
- Czas: zazwyczaj waha się od 30 sekund do 8 minut, ale może i trwać do 20 minuty.

Po przeczytaniu kartki, drużyny mają 20 sekund czasu na "skonsultowanie się" (częścią którą sędzia często nazywa „caucus”), w ramach improwizację porównawczej, asystent sędziego, sprawdza, czy drużyna, która występuje w drugiej kolejności, nie prowadzi rozmów między sobą (aby zachować równość szans między drużynami). W tym celu kładzie kawałek wstążki na rogu boiska, który może podnieść, jeżeli druga drużyna konsultuje się podczas improwizacji pierwszego zespołu.

### Punktacja
Publiczność aktywnie uczestniczy w grze. Drużyna zwycięska w głosowaniu publiczności otrzymuje jeden punkt. Widownia może także wyrażać swoje niezadowolenie, przerywając występ aktorom. Jeśli zawodnicy złamią którąś z 16 ustalonych zasad, sędzia odgwizduje błędy za pomocą mirlitonu. Błąd zostaje odgwizdany, aby ostrzec gracza, że nie radzi sobie z improwizacją, że należy poprawić np.: konstrukcję, postęp historii, użytkowanie przestrzeni, werbalne wyrażanie. Gdy drużyna zbierze trzy punkty karne, przyznawany jest jeden punkt drużynie przeciwnej. Rozgrywka złożona jest z tercji, po 20 do 30 minut każda, zwycięża zespół z największą liczbą punktów.
Mimo to według założeń Roberta Gravela rozgrywka improwizacji musi pozostać spektaklem: choć oparta jest na zasadach sportu, duch konkurencji ma pozostawać jedynie parodiowany. Rozgrywka improwizacji to "gra za pomocą gry".

### Rola sędziów
Skład sędziowski jest zazwyczaj złożony z pięciu członków: trzech sędziów, jednego MC i muzyka. Podstawową rolą pracowników jest kadrowanie gry tak, by odbyła się w jak najlepszy sposób dla zawodników, przedstawienia i publiczności. Sędziowie nie powinni przyciągać uwagi publiczności, komunikując się za pomocą dyskretnych znaków i spojrzeń. Sędziowie są współtwórcami rozgrywki improwizacji, często sami wcielają się rolę (posiadają charakter, tzw. awatar). Sędzia o charakterze irytującym publiczność, motywuje widzów do aktywniejszego włączania się w grę, sprawia, że rozgrywka staje się ciekawsza.

## W Polsce
Prawdopodobnie pierwsza liga improwizacji w Polsce w ogóle rozpoczęła się na jesieni 2009 r., a zakończy się w czerwcu 2010 r. Rozgrywki odbywają się w Zielonej Górze pod okiem Stowarzyszenia "...". Tam wówczas członkowie kabaretów: Nowaki, Jurki, Słuchajcie, Słoiczek po cukrze, Hlynur zorganizowali się w drużyny. Kabarety nie występowały przeciwko sobie, tylko ich członkowie wymieszali się między sobą, tworząc nowe zespoły na okoliczność tego wydarzenia. Sześć drużyn stanęło do rywalizacji w rozgrywkach improwizacji wzorowanych na grach ze znanego amerykańskiego serialu pt.: "Whose line is it anyway". Rozgrywki odbywają się średnio raz w miesiącu.
W Polsce działa Szkoła Impro, która jako pierwsza w kraju uczy od podstaw improwizacji teatralnej. 